# 印度河-雅鲁藏布江缝合带

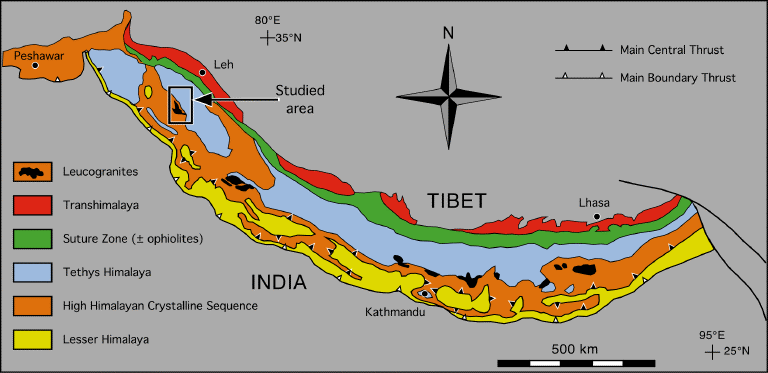
喜马拉雅地质图。绿色是印度河-雅鲁藏布江缝合带。

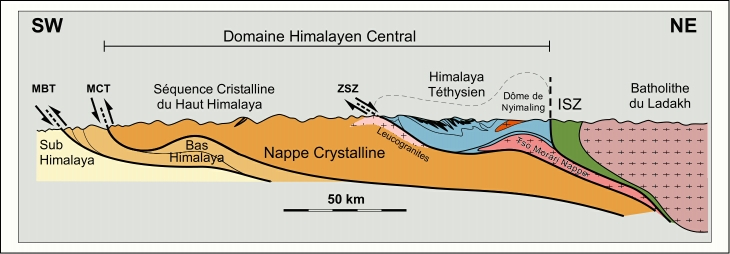
喜马拉雅的地质横切面。绿色是印度河-雅鲁藏布江缝合带。

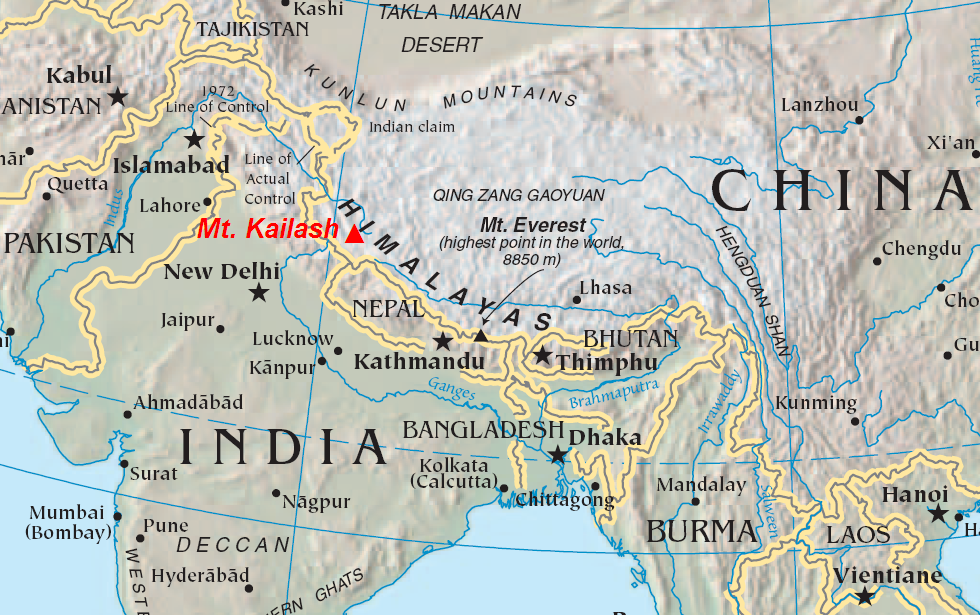
冈仁波齐峰、印度河与雅鲁藏布江的位置。

印度河-雅鲁藏布江缝合带是地质学的一个缝合带，位于西藏高原南部，喜马拉雅地体的北缘与拉萨地体的南缘。是5200万年前印度板块与欧亚板块开始碰撞后形成的。缝合带的北部是喀拉昆仑—拉萨地块的拉达克岩基。
缝合带的岩石包括了蛇绿岩混合物组成的新特提斯洋洋壳的复理岩与蛇绿岩；德拉斯火山岩包括玄武岩、英安岩与小的放射虫岩。中晚期中生代火山岛弧；印度河磨拉岩是始新世或更晚的大陆碎屑沉积。
这些蛇绿岩并不是一个大洋的残留，而是来自一系列的弧后盆地。